# Nuha Barrow
Nuha Barrow (* 10. Oktober 1993 in Tujereng) ist ein gambischer Fußballspieler, der als Abwehrspieler für AS Douanes spielt.

## Karriere
Er wurde in Tujereng geboren und spielte Vereinsfußball für Gamtel FC und AS Douanes.
Sein Länderspieldebüt gab er 2015 für Gambia.